# Anton Schlecker
Anton Schlecker (* 28. Oktober 1944 in Ehingen (Donau)) ist ein deutscher Unternehmer und Gründer der Schlecker-Drogeriemärkte.

## Karriere
Mit 21 Jahren arbeitete Anton Schlecker als damals jüngster Metzgermeister Baden-Württembergs im elterlichen Betrieb, der aus 17 Metzgereien und einer Fleischfabrik bestand.

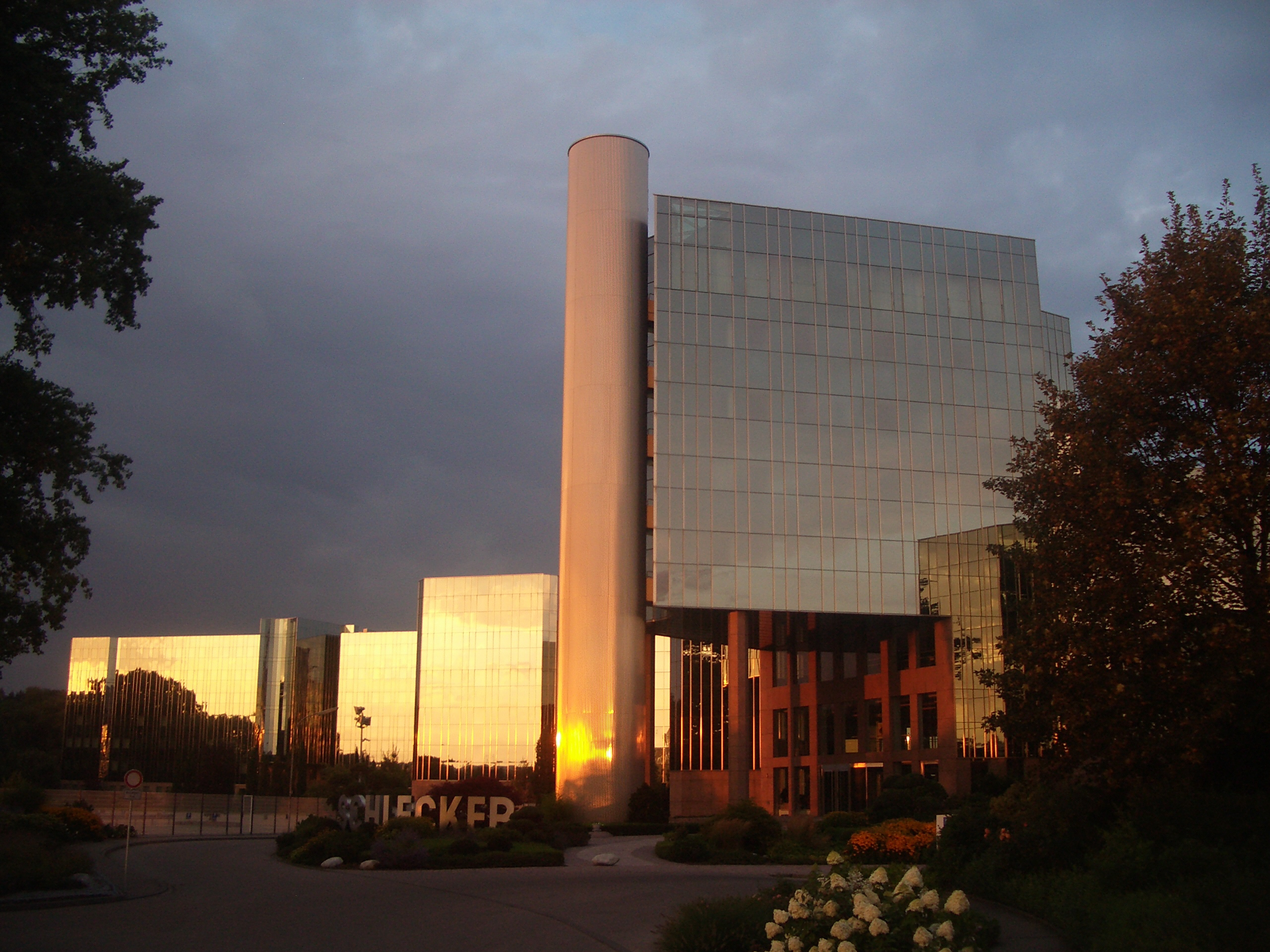
Hauptsitz des Schlecker-Unternehmens in Ehingen (2007)

1975 eröffnete er in Kirchheim unter Teck seinen ersten Drogeriemarkt. Zwei Jahre später waren es schon mehr als 100 Filialen. 2008 gab es europaweit mehr als 15.000 Filialen der Drogeriemarktkette Schlecker mit circa 50.000 Mitarbeitern und einem Jahresumsatz von 7 Milliarden Euro. Anton Schlecker war Mitglied im Aufsichtsrat von Lidl. Am 28. Februar 2006 musste er sein Mandat niederlegen, da das Lidl-Sortiment auf Drogerieprodukte ausgeweitet und Schlecker somit zum Konkurrenten wurde. Anton Schlecker war einer der größten Kapitalgeber für die Expansion Lidls. So zeichnete er Genussscheine im Wert von über 75 Millionen Euro.
Am 23. Januar 2012 stellte Anton Schlecker einen Antrag auf Eröffnung des Insolvenzverfahrens über die Drogeriemarktkette und das gesamte Vermögen. Mit Beschluss vom 28. März 2012 wurde das Insolvenzverfahren eröffnet. Im Zuge dessen verkaufte der Insolvenzverwalter Arndt Geiwitz die ausländischen Tochtergesellschaften an andere Unternehmen, die deutschen Schlecker-Filialen wurden schrittweise bis Ende Juni 2012 geschlossen, die XL-Filialen folgten kurze Zeit später. Die Versandapotheke Vitalsana wurde im Rahmen eines Management-Buy-outs übernommen.

## Vermögen
Laut dem Manager Magazin verfügte die Familie Anton Schleckers 2011 über ein Gesamtvermögen von circa 1,95 Milliarden Euro und belegte in diesem Jahr damit Platz 56 unter den 500 reichsten Deutschen.
Nach der Insolvenz im Januar 2012 war nach Aussage von Schleckers Tochter Meike sein Vermögen und das der Familie aufgezehrt und kein signifikantes Vermögen mehr vorhanden. Laut Manager Magazin standen der Familie dennoch weiterhin rund 70.000 Euro monatlich (aus Vermögen der Kinder und der Ehefrau) zur Verfügung.

## Gerichtsverfahren
1998 verurteilte das Landgericht Stuttgart das Ehepaar Schlecker per Strafbefehl zu einer Freiheitsstrafe von je zehn Monaten auf Bewährung und zu einer Geldstrafe in Höhe von je einer Million Euro, weil es den Schlecker-Beschäftigten eine tarifliche Bezahlung vorgetäuscht hatte. Tatsächlich lagen die Löhne niedriger, was das Gericht als Betrug wertete.
Am 18. Juli 2012 gab die Staatsanwaltschaft Stuttgart bekannt, dass gegen Schlecker und 13 weitere Beschuldigte ein Ermittlungsverfahren wegen des Verdachts auf Untreue, Insolvenzverschleppung und Bankrott eingeleitet worden sei. Bis zum 12. August gelangte der Durchsuchungsbeschluss in die Hände des Nachrichtenmagazins Der Spiegel. Anton Schlecker konnte allerdings als eingetragener Kaufmann nicht wegen Insolvenzverschleppung belangt werden.
Am 13. April 2016 erhob die Staatsanwaltschaft Stuttgart erneut Anklage gegen Schlecker wegen vorsätzlichen Bankrotts in 36 Fällen. Seine Frau Christa und die beiden Kinder Meike und Lars mussten sich wegen Beihilfe verantworten. Den Kindern wurde außerdem Insolvenzverschleppung und Untreue vorgeworfen. Vor Bekanntgabe der Insolvenz im Jahre 2012 sollen die Unternehmer Millionenbeträge beiseite geschafft haben. Der Strafprozess vor dem Landgericht Stuttgart begann am 6. März 2017. Angeklagt waren neben den vier Familienmitgliedern auch zwei Angestellte der Wirtschaftsprüfungsgesellschaft Ernst & Young. Anton Schlecker, so die Staatsanwaltschaft, soll von der drohenden Zahlungsunfähigkeit gewusst und trotzdem in 36 Fällen Vermögenswerte in Millionenhöhe beiseite geschafft und so dem Zugriff der Gläubiger entzogen haben. 13 Fälle davon seien sogar besonders schwere Fälle des Bankrotts, weil Schlecker aus Gewinnsucht gehandelt habe.
Am 27. November 2017 verurteilte eine Kammer des Landgerichts Stuttgart Anton Schlecker zu einer zweijährigen Freiheitsstrafe auf Bewährung und seine Kinder zu Haftstrafen ohne Bewährung.
Am 12. Dezember 2017 begann am Landesgericht Linz ein Zivilprozess gegen die Ehefrau und die Kinder von Anton Schlecker.

## Familie
Anton Schlecker ist seit 1971 mit Christa Schlecker verheiratet, sie haben zwei Kinder: Lars Schlecker (* 1971) und Meike Schlecker (* 1973). Die Familie lebt in Ehingen. Sowohl Schleckers Ehefrau als auch die Kinder waren in der Konzernleitung des Unternehmens tätig.
Entführung der Schlecker-Kinder
Am 23. Dezember 1987 wurden Lars und Meike Schlecker entführt. Am darauffolgenden Tag zahlte Anton Schlecker ein Lösegeld in Höhe von 9,6 Millionen DM an die Entführer. Die Kinder hatten sich während der Geldübergabe bereits selbst befreit. Die Täter wurden 1998 gefasst und wegen dieser und sieben weiterer Straftaten zu jeweils dreizehneinhalb Jahren, ein weiterer an einigen der Taten beteiligter Mann zu siebeneinhalb Jahren Freiheitsstrafe verurteilt.

## Trivia
Für die Sat.1-Produktion Die Schlikkerfrauen spielte der Schauspieler Sky du Mont eine Anton Schlecker nachempfundene Figur.